# Johnny Dodds
Johnny Dodds (Waveland, (Mississippi), 1892. április 12. – Chicago, 1940. augusztus 8.) amerikai szaxofonos, klarinetos, aki leginkább saját neve alatt készült felvételeiről ismert. Olyan zenészek zenekaraiban játszott, mint King Oliver, Jelly Roll Morton, Lovie Austin és Louis Armstrong. Baby Dodds dobos bátyja volt. Johnny Dodds a dzsessztörténet fontos alakja, korának elsőszámú klarinétosa volt. Művészi tevékenysége elismeréseként posztumusz bekerült a Jazz Hall of Fame-be. Dodds a dzsessztörténet „egyik első építítésze” volt.

## Pályafutása
Gyermekkorát zenészek között töltötte. Apja és nagybátyja hegedűs volt, nővére énekelt. Serdülőkorában tenorként énekelt a családi kvartettben. A legenda szerint hangszeri egy játékfuvolával kezdődött, amelyet testvérének, Warren „Baby” Doddsnak vásárolt. Dodds gyerekként New Orleansba költözött, ahol Lorenzo Tio-tól kapottklarinétleckéket. 1912-től 1919-ig a Kid Ory zenekarában játszott. Ezután a Fate Marable lapátos gőzhajó zenekarában játszott, 1920-ban pedig King Oliverrel, akivel Kaliforniába nent.
1921-ben majd -23-ban Chicagóba ment a Creole Jazz Band és a King Oliver's Jazz Bandhez. Alcide Nunez után ő klarinétozott a Kelly's Stables zenekarában, ahol  zenekarvezető volt. 1925-27 között a Louis Armstrong és a Hot Fives & Sevens zenekar tagja volt. Felvételeket készített többek között: Lil Hardin Armstrong, a Dixieland Jug Blowers és a Jelly Roll Morton Red Hot Peppers részvételével.
A Black Bottom Stompers-szel, amelyben Armstrong, Roy Palmer, Barney Bigard, Earl Hines, Bud Scott és Baby Dodds szerepelt, sikere a Brunswick „Wild Man Blues”-a volt, amely 1927 októberében a Billboard Topra jutott harmincadikként.
Sok más chicagói zenésszel ellentétben ő nem költözött New Yorkba az 1930-as években. Saját zenekarait vezette (gyakran Natty Dominique trombitástsal és ba bátyjával.
Taxiztak testvérével a világválság idején. Rossz egészségi állapota miatt az 1930-as évekből csak néhány fénykép maradt róla.

## Az alábbi zenekarokban volt zenekarvezető vagy szekcióvezető
- Johnny Dodds Trio
- Beale Street Washboard Band
- Johnny Dodds' Black Bottom Stompers
- Johnny Dodds and his Orchestra
- Johnny Dodds Washboard Band
- Johnny Dodds Hot Six
- Dodds And Parham
- Johnny Dodds And His Chicago Boys

## Díjak
- 1987: Down Beat Jazz Hall of Fame
- Jazz Hall of Fame (2003; posztumusz)

## Fordítás
Ez a szócikk részben vagy egészben  a   Johnny Dodds című német Wikipédia-szócikk ezen változatának fordításán alapul.  Az eredeti cikk szerkesztőit annak laptörténete sorolja fel. Ez a jelzés csupán a megfogalmazás eredetét és a szerzői jogokat jelzi, nem szolgál a cikkben szereplő információk forrásmegjelöléseként.